# Gnomonia
Gnomonia és un gènere de fongs ascomicots de la família gnomoniàcies (Gnomoniaceae). Aquest gènere conté unes 100 espècies.
Gloeosporium és la forma asexual (anamorf) del gènere Gnomonia que són patògens de les plantes en les quals provoquen la malaltia que en general es coneix com a antracnosi. El lloc de la infecció, els tipus de símptomes (en general necrosi de les fulles que pot arribar a la defoliació) i signes i la severitat de la malaltia d'antracnosi varia segons les espècies i segons els anys. Cada espècie de Gnomonia és específica per cada gènere de plantes hoste.

## Algunes espècies
- Gnomonia caryae
- Gnomonia comari
- Gnomonia dispora
- Gnomonia iliau
- Gnomonia leptostyla
- Gnomonia nerviseda
- Gnomonia rubi
- Gnomonia vulgaris